# WT Social
WT. Social, còn được gọi là WikiTribune Social, là một dịch vụ mạng xã hội và tiểu blog mà người dùng đóng góp cho các "wiki con". Nó được thành lập vào tháng 10 năm 2019 bởi nhà đồng sáng lập Wikipedia, Wales Wales như một sự thay thế cho Facebook và Twitter. Dịch vụ này không có quảng cáo và hoạt động dựa trên tiền quyên góp. Tính đến giữa tháng 11 năm 2019, nó đã có được hơn 200.000 người dùng. Dịch vụ này đang phát triển nhanh chóng. Đến tháng 1 năm 2020 WT.Social đã có hơn 450.000 người dùng.

## Thành lập và ra mắt
Jimmy Wales đã tạo ra WT. Social (ban đầu được định dạng là "WT: Social") sau khi trở nên thất vọng với Facebook và Twitter vì cái mà ông gọi là "bẫy để người dùng bấm vào vô nghĩa" của họ. Định dạng này nhằm chống lại tin tức giả bằng cách cung cấp tin tức dựa trên bằng chứng với các liên kết và nguồn rõ ràng. Người dùng có thể chỉnh sửa và gắn cờ các liên kết sai lệch. WT. Xã hội cho phép người dùng chia sẻ liên kết đến các trang web tin tức với những người dùng khác trong "subwikis". Không giống như sản phẩm tiền nhiệm của nó (WikiTribune), WT. Xã hội không được gây quỹ thông qua người dùng.  Wales được trích dẫn là muốn "kiểm soát chặt chẽ các chi phí."  Vào tháng 10 năm 2019, Wales đã ra mắt trang web cho dịch vụ này. Khi một người dùng mới đăng ký, họ sẽ được đưa vào danh sách chờ với hàng ngàn người khác. Để bỏ qua danh sách và có quyền truy cập vào trang web, người dùng phải đóng góp hoặc chia sẻ liên kết với bạn bè. Đến ngày 6 tháng 11, trang web đã có 25.000 người dùng.  Con số người dùng được tuyên bố là 200.000 vào giữa tháng 11 cùng năm.

## Phần mềm
Khi ra mắt, WT. Xã hội chạy trên phần mềm độc quyền,  thay vì trên phần mềm tự do như Mastodon hoặc bất kỳ phần mềm có thể tương tác nào khác dựa trên một tiêu chuẩn mở như Fediverse. Tuy nhiên, kể từ ngày 7 tháng 11 năm 2019, Wales tuyên bố rằng anh ta mới tìm hiểu về ActivityPub và đang xem xét nó. Sau đó, Wales tuyên bố rằng mã sẽ được phát hành theo GPLv3 trong tương lai.